# Facundo Colidio
Facundo Colidio (Rafaela, 4 de enero de 2000) es un futbolista argentino que juega como delantero en el Club Atlético River Plate de la Primera División de Argentina.

## Trayectoria

### Boca Juniors
Nacido en la ciudad de Rafaela, se inició en el fútbol en su ciudad natal, primero como arquero y luego como delantero. Luego de desempeñarse en las inferiores de Atlético de Rafaela, arribó a Buenos Aires en 2014 de la mano de Diego Mazzilli, para instalarse en la pensión del club, luego de participar de  las pruebas futbolísticas selectivas de Boca Juniors, la cual superó ampliamente.
Empezó su recorrido en las juveniles xeneizes desde la 9.ª división, en donde se convirtió en uno de los futbolistas más destacados de toda la institución en cuanto a juveniles se refiere, a tal punto que se convirtió en un futbolista frecuente en la Reserva del club, dirigida por Rolando «Flaco» Schiavi.
Sus destacadas actuaciones en las categorías menores de Boca Juniors lo llevaron a una merecida convocatoria con la selección nacional en su categoría sub-17.

### Inter de Milán
Sus destacadas actuaciones en las juveniles xeneizes y en la selección sub-17 de Argentina lo llevaron a ser ojeado por clubes europeos como Inter de Milán, Juventus de Turín y Manchester City. Finalmente fue el club italiano de la ciudad de Milán quien adquirió sus servicios, por una cifra cercana a los 8 millones de euros.
El 7 de enero de 2018 gritaría campeón de la 14.ª edición de la Supercopa Primavera con el equipo juvenil del Inter de Milán, con un gol suyo a la Roma. Dicho encuentro terminó 2-1 a favor de club de Milán (Primer título).

### Sint-Truidense
El 13 de agosto de 2019, el Inter de Milán lo cedió una temporada al Sint-Truidense belga.

### Tigre
El 4 de enero de 2022 se confirma su cesión al Club Atlético Tigre por una temporada. Colidio hizo un total de 11 goles en Tigre.

### River Plate
El 23 de julio de 2023 firmó contrato con River Plate para jugar hasta diciembre de 2025, con cláusula de recisión de 25 millones de dólares. River compró el 100 % del pase a Inter de Milán.
El 8 de agosto debutó con el club en la Copa Libertadores de América, en el partido de ida donde River Plate fue eliminado en la tanda de penales ante el Sport Club Internacional en los octavos de final; ingresó en el minuto 37 del segundo tiempo, reemplazando a Esequiel Barco, mientras el «millonario» perdía 2-0. Marcó su primer gol con la camiseta de River el 3 de diciembre, en el partido de cuartos de final de la Copa de la Liga 2023 frente a Belgrano. Colidio ingresó en el tramo final del partido y convirtió el gol que le dio la victoria al Millonario por 2-1 y la clasificación a la semifinal.
El 16 de abril de 2024, Colidio marcó su primer hat-trick con River Plate frente a Instituto en Córdoba. Con sus tres tantos, el Millonario logró la clasificación a los cuartos de final de la Copa de la Liga.
El 11 de mayo de 2024 convertiría sus primeros 2 goles por Campeonato de Primera División frente a Central Córdoba de Santiago del Estero, victoria del "Millonario" por 3 a 0 en el Monumental.

## Selección nacional

### Categorías juveniles

#### Sub-15
En 2015 formó parte de la selección argentina sub-15, disputando el Campeonato Sudamericano Sub-15 de 2015 en Colombia, logrando el tercer puesto.
En dicho torneo convirtió un total de 4 goles.

#### Sub-17
En el año 2017 formó parte del Campeonato Sudamericano Sub-17 de 2017, al cual llegó como una de las máximas promesas del torneo. Disputó un total de 4 partidos y marcó 2 goles. Argentina no pudo pasar de fase de grupos y de esta forma quedó eliminada de cara al Mundial de dicha categoría.

#### Sub-20
En el año 2017 fue convocado a la selección sub-20 de Argentina de la mano de Sebastián Beccacece y Nicolás Diez.

### Participaciones internacionales con juveniles
| Torneo                        | Sede     | Resultado      | Partidos | Goles |
| ----------------------------- | -------- | -------------- | -------- | ----- |
| Sudamericano Sub-15 2015      | Colombia | Tercer lugar   | 6        | 4     |
| Sudamericano Sub-17 2017      | Chile    | Fase de grupos | 4        | 2     |
| Sudamericano Sub-20 2019      | Chile    | Subcampeón     | 3        | 0     |
| Torneo de Alcudia Sub-20 2018 | España   | Campeón        | 4        | 2     |

## Estadísticas

### Clubes
Actualizado de acuerdo al último partido jugado el 2 de agosto de 2025.
| Club                        | Div.          | Temporada     | Liga  | Liga  | Liga   | Copas nacionales | Copas nacionales | Copas nacionales | Copas internacionales | Copas internacionales | Copas internacionales | Total | Total | Total  |
| Club                        | Div.          | Temporada     | Part. | Goles | Asist. | Part.            | Goles            | Asist.           | Part.                 | Goles                 | Asist.                | Part. | Goles | Asist. |
| --------------------------- | ------------- | ------------- | ----- | ----- | ------ | ---------------- | ---------------- | ---------------- | --------------------- | --------------------- | --------------------- | ----- | ----- | ------ |
| Sint-Truiden · Bélgica      | 1.ª           | 2019-20       | 12    | 1     | 6      | 1                | 0                | 1                | -                     | -                     | -                     | 13    | 1     | 7      |
| Sint-Truiden · Bélgica      | 1.ª           | 2020-21       | 31    | 2     | 3      | 2                | 0                | 0                | -                     | -                     | -                     | 33    | 2     | 3      |
| Sint-Truiden · Bélgica      | Total club    | Total club    | 43    | 3     | 9      | 3                | 0                | 1                | -                     | -                     | -                     | 46    | 3     | 10     |
| C. A. Tigre Argentina       | 1.ª           | 2022          | 26    | 5     | 6      | 18               | 3                | 2                | -                     | -                     | -                     | 44    | 8     | 8      |
| C. A. Tigre Argentina       | 1.ª           | 2023          | 21    | 2     | 2      | 1                | 0                | 0                | 6                     | 1                     | 0                     | 28    | 3     | 2      |
| C. A. Tigre Argentina       | Total club    | Total club    | 47    | 7     | 8      | 19               | 3                | 2                | 6                     | 1                     | 0                     | 72    | 11    | 10     |
| C. A. River Plate Argentina | 1.ª           | 2023          | -     | -     | -      | 15               | 2                | 3                | 1                     | 0                     | 1                     | 16    | 2     | 4      |
| C. A. River Plate Argentina | 1.ª           | 2024          | 22    | 7     | 1      | 17               | 6                | 0                | 11                    | 3                     | 1                     | 50    | 16    | 2      |
| C. A. River Plate Argentina | 1.ª           | 2025          | 20    | 6     | 3      | 2                | 0                | 1                | 10                    | 3                     | 1                     | 32    | 9     | 5      |
| C. A. River Plate Argentina | Total club    | Total club    | 42    | 13    | 4      | 34               | 8                | 4                | 22                    | 6                     | 3                     | 98    | 27    | 11     |
| Total carrera               | Total carrera | Total carrera | 133   | 23    | 21     | 56               | 12               | 7                | 27                    | 6                     | 2                     | 216   | 41    | 31     |

### Selección
Actualizado hasta el 16 de octubre de 2017.
| Selección         | Año               | Amistosos | Amistosos | Amistosos | Eliminatorias | Eliminatorias | Eliminatorias | Mundiales | Mundiales | Mundiales | Copas Sudamericanas | Copas Sudamericanas | Copas Sudamericanas | Total | Total | Total  |
| Selección         | Año               | Part.     | Goles     | Asist.    | Part.         | Goles         | Asist.        | Part.     | Goles     | Asist.    | Part.               | Goles               | Asist.              | Part. | Goles | Asist- |
| ----------------- | ----------------- | --------- | --------- | --------- | ------------- | ------------- | ------------- | --------- | --------- | --------- | ------------------- | ------------------- | ------------------- | ----- | ----- | ------ |
| Sub-15 Argentina  | 2015              | 0         | 0         | 0         | -             | -             | -             | -         | -         | -         | 6                   | 4                   | 0                   | 6     | 4     | 0      |
| Sub-15 Argentina  | Total             | 0         | 0         | 0         | -             | -             | -             | -         | -         | -         | 6                   | 4                   | 0                   | 6     | 4     | 0      |
| Sub-17 Argentina  | 2017              | 0         | 0         | 0         | -             | -             | -             | -         | -         | -         | 4                   | 2                   | 0                   | 4     | 2     | 0      |
| Sub-17 Argentina  | Total             | 0         | 0         | 0         | -             | -             | -             | -         | -         | -         | 4                   | 2                   | 0                   | 4     | 2     | 0      |
| Sub-20 Argentina  | 2019              | 0         | 0         | 0         | -             | -             | -             | -         | -         | -         | 3                   | 0                   | 0                   | 3     | 0     | 0      |
| Sub-20 Argentina  | Total             | 1         | 0         | 0         | -             | -             | -             | -         | -         | -         | -                   | -                   | -                   | -     | -     | -      |
| Total selecciones | Total selecciones | 0         | 0         | 0         | -             | -             | -             | -         | -         | -         | 10                  | 6                   | 0                   | 10    | 6     | 0      |

### Hat-tricks
| 1 | 15 de abril de 2024 | Juan Domingo Perón, Córdoba | Instituto - River Plate |  | 1 - 3 | Copa de la Liga Profesional 2024 |

## Palmarés

### Campeonatos nacionales
| Título              | Equipo            | País      | Año  |
| ------------------- | ----------------- | --------- | ---- |
| Trofeo de Campeones | C. A. River Plate | Argentina | 2023 |
| Supercopa Argentina | C. A. River Plate | Argentina | 2023 |